# Monocerotesa lutearia
Monocerotesa lutearia là một loài bướm đêm trong họ Geometridae.